# علي بلاغي (سلماس)
علي بلاغي هي قرية في مقاطعة سلماس، إيران. عدد سكان هذه القرية هو 438 في سنة 2006.